# 螢山 (小惑星)
螢山（けいざん、15790 Keizan）は小惑星帯に位置する小惑星である。1993年10月8日に鹿児島市において向井優と武石正憲が共同で発見した。
1321年に能登總持寺を開山した曹洞宗の瑩山紹瑾に因んで命名された。